# Покровка (Денисовський район)
Покро́вка (каз. Покров) — село у складі Денисовського району Костанайської області Казахстану. Адміністративний центр Покровського сільського округу.
Населення —  (2021; 527 у 2009, 1284 у 1999,  у 1989).